# Abbot (cràter)
Abbot és un cràter lunar amb un diàmetre de 10 quilòmetres. És a les coordenades 5,6° N, 54,8° E.